# MV Global Mercy
MV Global Mercy je největší civilní nemocniční loď na světě, postavená pro humanitární organizaci Mercy Ships.
V květnu 2022 loď vyplula na svou první plavbu do Afriky. V dalších letech má plout mezi zeměmi západní a střední Afriky, kde pacientům poskytne specializovanou chirurgickou péči. Má sloužit pro různé typy operací, včetně maxilofaciálních a rekonstrukčních operací, odstraňování nádorů, opravy rozštěpů rtu a patra, rekonstrukční plastiky, ortopedické operace, odstranění šedého zákalu nebo gynekologické operace. Lékaři také budou na lodi školit místní zdravotníky.
Loď Global Mercy je navržena tak, aby zdvojnásobila roční lékařskou kapacitu flotily Mercy Ships. Na palubě má téměř 200 lůžek a šest operačních sálů.
Loď je dlouhá 174 m, váží 37 000 tun a má 12 palub. Je schopná pojmout 950 lidí včetně 641členné posádky.